# Harald Klak
Harald Klak Halfdansson (Danimarca, ... – Danimarca, 854) fu un fu un re semi-leggendario dello Jutland e di alcune parti della Danimarca in periodi alterni, nel 812-814 e poi di nuovo nel 819-827.

## Origini
L'identità del padre di Harald è incerta. Si sa che Harald aveva almeno tre fratelli, Anulo, Ragnfrid e Hemming Halfdanson. Secondo gli Annales Bertiniani Harald era uno zio di Rorik di Dorestad, mentre gli Annales Xantenses dicono Rorik "fratello di Harald il Giovane." Spesso Harald il Giovane e Harald Klak vengono confusi, ma sembra che tra i due non ci sia alcun collegamento. Suo figlio fu Godfrid Haraldsson.

## Guerra civile del 812-814
La prima menzione di Harald Klak (Heriold) si ha negli Annales regni Francorum del 812.